# Наско 20
Наско 20 (англ. Nazco 20) — індіанська резервація в Канаді, у провінції Британська Колумбія, у межах регіонального округу Карібу.

## Населення
За даними перепису 2016 року, індіанська резервація нараховувала 90 осіб, показавши скорочення на 31,8%, порівняно з 2011-м роком. Середня густина населення становила 19,3 осіб/км².
З офіційних мов обидвома одночасно не володів жоден з жителів, тільки англійською — 90. Усього 30 осіб вважали рідною мовою не одну з офіційних, з них усі — одну з корінних мов.
Працездатне населення становило 53,8% усього населення, рівень безробіття — 42,9%.

## Клімат
Середня річна температура становить 3,3°C, середня максимальна – 19,5°C, а середня мінімальна – -16,9°C. Середня річна кількість опадів – 422 мм.
| Клімат поселення                              | Клімат поселення | Клімат поселення | Клімат поселення | Клімат поселення | Клімат поселення | Клімат поселення | Клімат поселення | Клімат поселення | Клімат поселення | Клімат поселення | Клімат поселення | Клімат поселення | Клімат поселення |
| Показник                                      | Січ.             | Лют.             | Бер.             | Квіт.            | Трав.            | Черв.            | Лип.             | Серп.            | Вер.             | Жовт.            | Лист.            | Груд.            |                  |
| Середній максимум, °C                         | −2,66            | 1,01             | 5,71             | 11,11            | 15,88            | 19,50            | 18,77            | 18,52            | 14,17            | 8,70             | 1,26             | −4,12            |                  |
| Середня температура, °C                       | −9,8             | −6,13            | −1,43            | 3,97             | 8,74             | 12,36            | 14,48            | 14,24            | 9,87             | 4,39             | −3,03            | −8,41            |                  |
| Середній мінімум, °C                          | −16,94           | −13,28           | −8,57            | −3,18            | 1,60             | 5,21             | 10,19            | 9,93             | 5,59             | 0,09             | −7,32            | −12,7            |                  |
| Норма опадів, мм                              | 33               | 16               | 16               | 20               | 34               | 58               | 57               | 43               | 39               | 36               | 37               | 33               |                  |
| Середньомісячна швидкість вітру, м/с          | 1.70             | 1.80             | 2.10             | 2.30             | 2.21             | 2.10             | 2.00             | 1.80             | 1.80             | 2.00             | 2.00             | 1.76             |                  |
| Середньомісячна сонячна радіація, кДж/м²·день | 2763             | 5440             | 10225            | 15156            | 18672            | 20280            | 20493            | 17298            | 11760            | 6341             | 3052             | 1999             |                  |
| --------------------------------------------- | ---------------- | ---------------- | ---------------- | ---------------- | ---------------- | ---------------- | ---------------- | ---------------- | ---------------- | ---------------- | ---------------- | ---------------- | ---------------- |
| Джерело:                                      |                  |                  |                  |                  |                  |                  |                  |                  |                  |                  |                  |                  |                  |